# Little Mississippi River
Little Mississippi River är ett vattendrag i Kanada.   Det ligger i provinsen Ontario, i den sydöstra delen av landet, 150 km väster om huvudstaden Ottawa. Little Mississippi River ligger vid sjön Garden Lake.
I omgivningarna runt Little Mississippi River växer i huvudsak blandskog. Runt Little Mississippi River är det mycket glesbefolkat, med 2 invånare per kvadratkilometer.